# Agrypnus paleatus
Agrypnus paleatus là một loài bọ cánh cứng trong họ Elateridae. Loài này được Champion mô tả khoa học năm 1894.